# Ланкастер (Міннесота)
Ланкастер (англ. Lancaster) — місто (англ. city) в США, в окрузі Кіттсон штату Міннесота. Населення — 364 особи (2020).

## Географія
Ланкастер розташований за координатами 48°51′27″ пн. ш. 96°48′6″ зх. д. / 48.85750° пн. ш. 96.80167° зх. д. (48.857629, -96.801597).  За даними Бюро перепису населення США в 2010 році місто мало площу 5,97 км², з яких 5,96 км² — суходіл та 0,00 км² — водойми.

## Демографія
Згідно з переписом 2010 року, у місті мешкало 340 осіб у 163 домогосподарствах у складі 98 родин. Густота населення становила 57 осіб/км².  Було 189 помешкань (32/км²).
Расовий склад населення:
| - 98,8 % — білих - 0,6 % — азіатів |

До двох чи більше рас належало 0,0 %. Частка іспаномовних становила 1,5 % від усіх жителів.
За віковим діапазоном населення розподілялося таким чином: 20,3 % — особи молодші 18 років, 56,5 % — особи у віці 18—64 років, 23,2 % — особи у віці 65 років та старші. Медіана віку мешканця становила 47,6 року. На 100 осіб жіночої статі у місті припадало 88,9 чоловіків;  на 100 жінок у віці від 18 років та старших — 97,8 чоловіків також старших 18 років.
Середній дохід на одне домашнє господарство  становив 56 302 долари США (медіана — 45 781), а середній дохід на одну сім'ю — 72 402 долари (медіана — 58 750). Медіана доходів становила 42 500 доларів для чоловіків та 31 500 доларів для жінок. За межею бідності перебувало 4,8 % осіб, у тому числі 0,0 % дітей у віці до 18 років та 17,7 % осіб у віці 65 років та старших.
Цивільне працевлаштоване населення становило 173 особи. Основні галузі зайнятості: виробництво — 22,0 %, освіта, охорона здоров'я та соціальна допомога — 20,2 %, публічна адміністрація — 10,4 %, роздрібна торгівля — 9,8 %.